# Godfried I van Thouars
Godfried I van Thouars (overleden in 903) was van 876 tot aan zijn dood de eerste burggraaf van Thouars.

## Levensloop
De familie van Godfried was afkomstig van Poitou. In 876 werd hij voor het eerst vermeld als burggraaf van Thouars.
Godfried I van Thouars overleed in 903. Zijn opvolgers waren Savary I en Amalrik I waren wellicht zijn zonen of zijn neven.